# Büyükkalecik, Afyonkarahisar
Büyükkalecik là một thị trấn thuộc thành phố Afyonkarahisar, tỉnh Afyonkarahisar, Thổ Nhĩ Kỳ. Dân số thời điểm năm 2011 là 3.141 người.